# Liga Nacional de Básquet 2004-05
La temporada 2004-05 de la Liga Nacional de Básquet de la Argentina fue la vigésima primera edición de la máxima competencia argentina de clubes en dicho deporte. Se inició el 26 de septiembre de 2004 con el programado partido inaugural de temporada entre el último campeón, Boca Juniors y el recién ascendido River Plate, encuentro disputado en el Estadio Boxing Club de la ciudad de Río Gallegos, y finalizó el 25 de mayo de 2005 con el quinto partido de la serie final entre el Ben Hur de Rafaela y Boca Juniors en el Estadio Coliseo del Sur, en donde se consagró campeón como local el equipo santafesino, luego de ganar la serie final 4 a 1.
Respecto a la temporada pasada, los descendidos Ferro Carril Oeste de Buenos Aires y Regatas San Nicolás fueron reemplazados por River Plate y Regatas Corrientes.

## Equipos participantes

### Ascensos y descensos
| Pos. | Descendidos en la LNB 2003-04     |
| ---- | --------------------------------- |
| 15.° | Regatas San Nicolás               |
| 16.° | Ferro Carril Oeste (Buenos Aires) |

| Pos. | Ascendidos del TNA 2003-04 |
| ---- | -------------------------- |
| 1.°  | River Plate                |
| 2.°  | Regatas Corrientes         |

### Cambio de plazas
| Gana una plaza            |
| ------------------------- |
| Conarpesa (Puerto Madryn) |

| Pierde la plaza    |
| ------------------ |
| Pico Football Club |

### Equipos
| Región          | Cantidad |
| --------------- | -------- |
| Buenos Aires    | 6        |
| Capital Federal | 3        |
| Chubut          | 2        |
| Santa Fe        | 2        |
| Córdoba         | 1        |
| Corrientes      | 1        |
| Entre Ríos      | 1        |

| Club               | Ciudad                     | Entrenador/es                       | Estadio                                   | Capacidad |
| ------------------ | -------------------------- | ----------------------------------- | ----------------------------------------- | --------- |
| Argentino          | Junín                      | Alejandro Lotterio                  | El Fortín de las Morochas                 | 1200      |
| Atenas             | Córdoba                    | Mario Milanesio                     | Polideportivo Carlos Cerutti              | 3424      |
| Belgrano           | San Nicolás de los Arroyos | Pablo Dastugue                      | Estadio Fortunato Bonelli                 | 2000      |
| Ben Hur            | Rafaela                    | Julio César Lamas                   | Estadio Coliseo del Sur                   | 4000      |
| Boca Juniors       | Ciudad de Buenos Aires     | Sergio Santos Hernández             | Estadio Luis Conde                        | 2000      |
| Central Entreriano | Gualeguaychú               | Fabio Demti                         | Estadio José María Bertora                | 2100      |
| Conarpesa          | Puerto Madryn              | Oscar Sánchez                       | Palacio Aurinegro Nuevo Palacio Aurinegro | — 3500    |
| Estudiantes        | Olavarría                  | Carlos Romano                       | Estadio Parque Carlos Guerrero            | 5000      |
| Gimnasia y Esgrima | Comodoro Rivadavia         | Eduardo Opezzo                      | Estadio Socios Fundadores                 | 2276      |
| Gimnasia y Esgrima | La Plata                   | Eduardo «tola» Cadillac             | Polideportivo Víctor Nethol               | 3000      |
| Libertad           | Sunchales                  | Gonzalo Eugenio García              | El Hogar de los Tigres                    | 4000      |
| Obras Sanitarias   | Ciudad de Buenos Aires     | Heriberto Schonwies                 | Estadio Obras Sanitarias                  | 3000      |
| Peñarol            | Mar del Plata              | Guillermo Narvarte                  | Polideportivo Islas Malvinas              | 8000      |
| Quilmes            | Mar del Plata              | Javier Bianchelli Alejandro Mangone | Estadio Once Unidos                       | 3000      |
| River Plate        | Ciudad de Buenos Aires     | Mario Guzmán                        | Microestadio                              | 2400      |
| Regatas Corrientes | Corrientes                 | Silvio Santander                    | Estadio José Jorge Contte                 | 4000      |

| Club            | Entrenador saliente          | Reemplazado por              |
| --------------- | ---------------------------- | ---------------------------- |
| Argentino (J)   | Alejandro Lotterio           | Eduardo Japez (interino)     |
| Argentino (J)   | Eduardo Japez (interino)     | Cristian Márquez             |
| Argentino (J)   | Cristian Márquez             | Carlos Bualó                 |
| Estudiantes (O) | Carlos Romano                | Hernán Laginestra (interino) |
| Estudiantes (O) | Hernán Laginestra (interino) | Daniel “Zeta” Rodríguez      |
| Gimnasia (CR)   | Eduardo Opezzo               | Enrique Tolcachier           |

## Formato
El torneo estuvo dividido en dos grandes fases; la fase regular y los play-offs. La primera ronda de la fase regular se separaron los equipos por conveniencia geográfica en dos zonas (norte y sur) y se enfrentaron en partidos ida y vuelta solo entre los equipos de su zona. Los primeros dos de cada grupo clasificaron al Torneo Top 4 que se disputó en diciembre en Santa Fe. 
En la segunda ronda de la fase regular se enfrentaron todos contra todos arrastrando la mitad de los puntos de la primera fase. Los primeros cuatro de la tabla se clasificaron directamente a los cuartos de final, mientras que los que se posicionaron del puesto quinto al decimosegundo jugaron la reclasificion. Los últimos 2 de la tabla descienden al Torneo Nacional de Ascenso. 
Los play-off se jugaron al mejor de cinco partidos (gana el primero que llegue a 3 victorias) con el formato 2-2-1, en la reclasificacion, los cuartos de final y la semifinal. La final se jugó al mejor de siete partidos (gana el primero que llegue a 4 partidos ganados) con el formato 2-2-1-1-1.

## Primera fase

### Zona norte
| Zona Norte             | PJ | PG | PP | Pts |
| ---------------------- | -- | -- | -- | --- |
| Ben Hur                | 14 | 11 | 3  | 25  |
| Libertad               | 14 | 11 | 3  | 25  |
| Atenas                 | 14 | 9  | 5  | 23  |
| Obras Sanitarias       | 14 | 7  | 7  | 21  |
| Regatas Corrientes     | 14 | 6  | 8  | 20  |
| Belgrano (San Nicolás) | 14 | 4  | 10 | 18  |
| Central Entrerriano    | 14 | 4  | 10 | 18  |
| Argentino (Junín)      | 14 | 4  | 10 | 18  |

|  |                                               |
|  | Clasificados al Top 4 por tener mejor récord. |

| Argentino (J)       | 93 - 98 | Obras Sanitarias   | 29 de septiembre |
| Central Entrerriano | 81 - 71 | Regatas Corrientes | 29 de septiembre |
| Libertad            | 81 - 89 | Atenas             | 29 de septiembre |
| Belgrano (SN)       | 83 - 93 | Ben Hur            | 29 de septiembre |

| Libertad            | 93 - 71 | Belgrano (SN)    | 1 de octubre |
| Atenas              | 89 - 79 | Ben Hur          | 1 de octubre |
| Central Entrerriano | 93 - 80 | Argentino (J)    | 1 de octubre |
| Regatas Corrientes  | 89 - 86 | Obras Sanitarias | 1 de octubre |

| Libertad            | 97 - 82  | Ben Hur          | 3 de octubre |
| Atenas              | 116 - 91 | Belgrano (SN)    | 3 de octubre |
| Central Entrerriano | 99 - 103 | Obras Sanitarias | 3 de octubre |
| Regatas Corrientes  | 83 - 76  | Argentino (J)    | 3 de octubre |

| Belgrano (SN)    | 90 - 82 | Central Entrerriano | 8 de octubre  |
| Ben Hur          | 93 - 65 | Regatas Corrientes  | 8 de octubre  |
| Obras Sanitarias | 87 - 83 | Atenas              | 8 de octubre  |
| Argentino (J)    | 70 - 88 | Libertad            | 12 de octubre |

| Belgrano (SN)    | 78 - 80 | Regatas Corrientes  | 10 de octubre |
| Ben Hur          | 96 - 85 | Central Entrerriano | 10 de octubre |
| Argentino (J)    | 82 - 71 | Atenas              | 10 de octubre |
| Obras Sanitarias | 71 - 87 | Libertad            | 10 de octubre |

| Belgrano (SN)       | 84 - 79 | Argentino (J)    | 15 de octubre |
| Ben Hur             | 96 - 70 | Obras Sanitarias | 15 de octubre |
| Central Entrerriano | 69 - 89 | Libertad         | 15 de octubre |
| Regatas Corrientes  | 93 - 90 | Atenas           | 19 de octubre |

| Belgrano (SN)       | 83 - 92  | Obras Sanitarias | 17 de marzo |  |
| Ben Hur             | 101 - 74 | Argentino (J)    | 17 de marzo |  |
| Central Entrerriano | 83 - 81  | Atenas           | 17 de marzo |  |
| Regatas Corrientes  | 72 - 81  | Libertad         | 17 de marzo |  |

| Argentino (J)    | 72 - 79  | Belgrano (SN)       | 22 de octubre |
| Libertad         | 103 - 73 | Central Entrerriano | 22 de octubre |
| Atenas           | 92 - 73  | Regatas Corrientes  | 22 de octubre |
| Obras Sanitarias | 74 - 80  | Ben Hur             | 26 de octubre |

| Argentino (J)    | 64 - 73  | Ben Hur             | 24 de octubre |
| Obras Sanitarias | 99 - 91  | Belgrano (SN)       | 24 de octubre |
| Libertad         | 102 - 68 | Regatas Corrientes  | 24 de octubre |
| Atenas           | 92 -50   | Central Entrerriano | 24 de octubre |

| Belgrano (SN)    | 76 - 84  | Libertad            | 29 de octubre |
| Ben Hur          | 91 - 89  | Atenas              | 29 de octubre |
| Argentino (J)    | 100 - 98 | Central Entrerriano | 29 de octubre |
| Obras Sanitarias | 97 - 87  | Regatas Corrientes  | 29 de octubre |

| Belgrano (SN)    | 78 - 89  | Atenas              | 31 de octubre |
| Ben Hur          | 103 - 69 | Libertad            | 31 de octubre |
| Argentino (J)    | 79 - 75  | Regatas Corrientes  | 31 de octubre |
| Obras Sanitarias | 99 - 87  | Central Entrerriano | 31 de octubre |

| Central Entrerriano | 84 - 91  | Belgrano (SN)    | 5 de noviembre |
| Regatas Corrientes  | 79 - 88  | Ben Hur          | 5 de noviembre |
| Libertad            | 113 - 78 | Argentino (J)    | 5 de noviembre |
| Atenas              | 89 - 80  | Obras Sanitarias | 5 de noviembre |

| Central Entrerriano | 78 - 66 | Ben Hur          | 7 de noviembre |
| Regatas Corrientes  | 86 - 67 | Belgrano (SN)    | 7 de noviembre |
| Libertad            | 92 - 87 | Obras Sanitarias | 7 de noviembre |
| Atenas              | 86 - 76 | Argentino (J)    | 7 de noviembre |

| Obras Sanitarias   | 83 - 85 | Argentino (J)       | 12 de noviembre |
| Atenas             | 99 - 91 | Libertad            | 12 de noviembre |
| Regatas Corrientes | 99 - 72 | Central Entrerriano | 12 de noviembre |
| Ben Hur            | 89 - 66 | Belgrano (SN)       | 12 de noviembre |

### Zona sur
| Zona Sur                    | PJ | PG | PP | Pts |
| --------------------------- | -- | -- | -- | --- |
| Boca Juniors                | 14 | 10 | 4  | 24  |
| River Plate1                | 14 | 9  | 5  | 23  |
| Conarpesa (Puerto Madryn)1  | 14 | 9  | 5  | 23  |
| Peñarol                     | 14 | 8  | 6  | 22  |
| Quilmes                     | 14 | 8  | 6  | 22  |
| Gimnasia y Esgrima La Plata | 14 | 5  | 9  | 19  |
| Gimnasia y Esgrima (CR)     | 14 | 5  | 9  | 19  |
| Estudiantes (Olavarría)     | 14 | 2  | 12 | 16  |

|  |                                               |
|  | Clasificados al Top 4 por tener mejor récord. |

1: River Plate supera a Conarpesa puesto que lo venció en ambos partidos disputados entre ellos. Los encuentros fueron en la fecha 3 y la fecha 11.
| River Plate   | 77 - 91 | Boca Juniors    | 26 de septiembre |
| Gimnasia (CR) | 80 - 81 | Conarpesa (PM)  | 28 de septiembre |
| Gimnasia (LP) | 68 - 87 | Quilmes         | 28 de septiembre |
| Peñarol       | 78 - 68 | Estudiantes (O) | 29 de septiembre |

| Gimnasia (LP) | 115 - 114 | Peñarol         | 1 de octubre |
| Quilmes       | 94 - 84   | Estudiantes (O) | 1 de octubre |
| River Plate   | 88 - 83   | Gimnasia (CR)   | 1 de octubre |
| Boca Juniors  | 80 - 90   | Conarpesa (PM)  | 1 de octubre |

| Gimnasia (LP) | 89 - 84 | Estudiantes (O) | 3 de octubre |
| River Plate   | 81 - 78 | Conarpesa (PM)  | 3 de octubre |
| Boca Juniors  | 93 - 77 | Gimnasia (CR)   | 3 de octubre |
| Quilmes       | 63 - 95 | Peñarol         | 5 de octubre |

| Peñarol         | 93 - 58 | River Plate   | 8 de octubre |
| Estudiantes (O) | 78 - 91 | Boca Juniors  | 8 de octubre |
| Gimnasia (CR)   | 81 - 79 | Gimnasia (LP) | 8 de octubre |
| Conarpesa (PM)  | 99 - 88 | Quilmes       | 8 de octubre |

| Peñarol         | 95 - 78 | Boca Juniors  | 10 de octubre |
| Estudiantes (O) | 82 - 97 | River Plate   | 10 de octubre |
| Gimnasia (CR)   | 79 - 78 | Quilmes       | 10 de octubre |
| Conarpesa (PM)  | 66 - 68 | Gimnasia (LP) | 10 de octubre |

| Peñarol         | 90 - 86  | Gimnasia (CR)  | 15 de octubre |
| Estudiantes (O) | 77 - 86  | Conarpesa (PM) | 15 de octubre |
| River Plate     | 103 - 91 | Gimnasia (LP)  | 15 de octubre |
| Boca Juniors    | 103 - 91 | Quilmes        | 15 de octubre |

| Peñarol         | 84 - 98  | Conarpesa (PM) | 17 de octubre |
| Estudiantes (O) | 105 - 87 | Gimnasia (LP)  | 17 de octubre |
| River Plate     | 88 - 72  | Quilmes        | 17 de octubre |
| Boca Juniors    | 100 - 77 | Gimnasia (LP)  | 17 de octubre |

| Gimnasia (CR)  | 117 - 104 | Peñarol         | 22 de octubre |
| Conarpesa (PM) | 81 - 64   | Estudiantes (O) | 22 de octubre |
| Gimnasia (LP)  | 86 - 93   | River Plate     | 22 de octubre |
| Quilmes        | 78 - 61   | Boca Juniors    | 22 de octubre |

| Gimnasia (CR)  | 92 - 65  | Estudiantes (O) | 24 de octubre |
| Conarpesa (PM) | 110 - 77 | Peñarol         | 24 de octubre |
| Gimnasia (LP)  | 67 - 89  | Boca Juniors    | 24 de octubre |
| Quilmes        | 91 - 87  | River Plate     | 24 de octubre |

| Peñarol         | 80 - 62 | Gimnasia (LP) | 29 de octubre  |
| Estudiantes (O) | 74 - 81 | Quilmes       | 29 de octubre  |
| Gimnasia (CR)   | 73 - 66 | River Plate   | 29 de octubre  |
| Conarpesa (PM)  | 86 - 88 | Boca Juniors  | 2 de noviembre |

| Peñarol         | 85 - 76 | Quilmes       | 31 de octubre |
| Estudiantes (O) | 79 - 83 | Gimnasia (LP) | 31 de octubre |
| Gimnasia (CR)   | 77 - 90 | Boca Juniors  | 31 de octubre |
| Conarpesa (PM)  | 86 - 89 | River Plate   | 31 de octubre |

| River Plate   | 104 - 91 | Peñarol         | 5 de noviembre |
| Boca Juniors  | 91 - 74  | Estudiantes (O) | 5 de noviembre |
| Gimnasia (LP) | 99 - 81  | Gimnasia (CR)   | 5 de noviembre |
| Quilmes       | 95 - 86  | Conarpesa (PM)  | 5 de noviembre |

| River Plate   | 107 - 80 | Estudiantes (O) | 7 de noviembre |
| Boca Juniors  | 80 - 88  | Peñarol         | 7 de noviembre |
| Gimnasia (LP) | 85 - 98  | Conarpesa (PM)  | 7 de noviembre |
| Quilmes       | 86 - 53  | Gimnasia (CR)   | 7 de noviembre |

| Conarpesa (PM)  | 82 - 62 | Gimnasia (CR) | 12 de noviembre |
| Quilmes         | 91 - 82 | Gimnasia (LP) | 12 de noviembre |
| Estudiantes (O) | 80 - 79 | Peñarol       | 12 de noviembre |
| Boca Juniors    | 85 - 72 | River Plate   | 16 de noviembre |

## Torneo Top 4
Finalizada la primera fase, los dos primeros de cada zona accedieron al Torneo Top 4 2004: Libertad y Ben Hur por la norte y Boca Juniors y River Plate por la sur. El mismo se realizó en la Ciudad de Santa Fe y coronó al club Boca Juniors como campeón.

## Segunda fase
| Equipo | Equipo                        | Arr  | PJ | PG | PP | Pts  |
| ------ | ----------------------------- | ---- | -- | -- | -- | ---- |
| 1.°    | Ben Hur                       | 12,5 | 30 | 25 | 5  | 67,5 |
| 2.°    | Boca Juniors                  | 12,0 | 30 | 23 | 7  | 65,0 |
| 3.°    | Libertad                      | 12,5 | 30 | 18 | 12 | 60,5 |
| 4.°    | Atenas                        | 11,5 | 30 | 17 | 13 | 58,5 |
| 5.°    | Conarpesa (Puerto Madryn)     | 11,5 | 30 | 18 | 12 | 58,5 |
| 6.°    | Peñarol                       | 11,0 | 30 | 17 | 13 | 58,0 |
| 7.°    | River Plate                   | 11,5 | 30 | 16 | 14 | 57,5 |
| 8.°    | Argentino (Junín)             | 9,0  | 30 | 17 | 13 | 56,0 |
| 9.°    | Gimnasia y Esgrima (CR)       | 9,5  | 30 | 14 | 16 | 53,5 |
| 10.°   | Central Entrerriano           | 9,0  | 30 | 14 | 16 | 53,0 |
| 11.°   | Quilmes                       | 11,0 | 30 | 13 | 17 | 53,0 |
| 12.°   | Regatas Corrientes            | 10,0 | 30 | 11 | 19 | 51,0 |
| 13.°   | Belgrano (San Nicolás)        | 9,0  | 30 | 12 | 18 | 51,0 |
| 14.°   | Estudiantes (Olavarría)       | 8,0  | 30 | 11 | 19 | 49,0 |
| 15.°   | Obras Sanitarias              | 10,5 | 30 | 8  | 22 | 48,5 |
| 16.°   | Gimnasia y Esgrima (La Plata) | 9,5  | 30 | 7  | 23 | 46,5 |

|  |                                               |
|  | Clasificados directamente a cuartos de final. |
|  | Clasificados a la serie reclasificatoria.     |
|  | Terminan su participación.                    |
|  | Descienden al Torneo Nacional de Ascenso.     |

| Peñarol             | 101 - 76 | Gimnasia (LP)    | 17 de noviembre |
| Estudiantes (O)     | 74 - 71  | Quilmes          | 19 de noviembre |
| Boca Juniors        | 88 - 92  | Ben Hur          | 19 de noviembre |
| River Plate         | 83 - 75  | Belgrano (SN)    | 19 de noviembre |
| Central Entrerriano | 84 - 91  | Gimnasia (CR)    | 19 de noviembre |
| Regatas Corrientes  | 71 - 70  | Conarpesa (PM)   | 19 de noviembre |
| Libertad            | 84 - 80  | Argentino (J)    | 19 de noviembre |
| Atenas              | 104 - 56 | Obras Sanitarias | 23 de noviembre |

| Estudiantes (O)     | 89 - 70 | Gimnasia (LP)    | 21 de noviembre |
| Boca Juniors        | 95 - 69 | Belgrano (SN)    | 21 de noviembre |
| River Plate         | 76 - 99 | Ben Hur          | 21 de noviembre |
| Central Entrerriano | 84 - 92 | Conarpesa (PM)   | 21 de noviembre |
| Regatas Corrientes  | 74 - 68 | Gimnasia (CR)    | 21 de noviembre |
| Atenas              | 93 - 84 | Argentino (J)    | 21 de noviembre |
| Libertad            | 94 - 85 | Obras Sanitarias | 21 de noviembre |
| Peñarol             | 81 - 80 | Quilmes          | 23 de noviembre |

| Estudiantes (O)  | 82 - 89  | Atenas              | 26 de noviembre |
| Peñarol          | 82 - 85  | Libertad            | 26 de noviembre |
| Obras Sanitarias | 103 - 89 | Central Entrerriano | 26 de noviembre |
| Argentino (J)    | 82 - 75  | Regatas Corrientes  | 26 de noviembre |
| Gimnasia (CR)    | 64 - 83  | Boca Juniors        | 26 de noviembre |
| Ben Hur          | 102 - 76 | Quilmes             | 26 de noviembre |
| Belgrano (SN)    | 69 - 71  | Gimnasia (LP)       | 26 de noviembre |
| Conarpesa (PM)   | 86 - 80  | River Plate         | 30 de noviembre |

| Estudiantes (O)  | 79 - 83  | Libertad            | 28 de noviembre |
| Peñarol          | 77 - 82  | Atenas              | 28 de noviembre |
| Obras Sanitarias | 79 - 85  | Regatas Corrientes  | 28 de noviembre |
| Argentino (J)    | 78 - 75  | Central Entrerriano | 28 de noviembre |
| Gimnasia (CR)    | 67 - 104 | River Plate         | 28 de noviembre |
| Conarpesa (PM)   | 78 - 84  | Boca Juniors        | 28 de noviembre |
| Ben Hur          | 108 - 76 | Gimnasia (LP)       | 28 de noviembre |
| Belgrano (SN)    | 85 - 68  | Quilmes             | 28 de noviembre |

| Ben Hur             | 86 - 54  | Estudiantes (O)  | 3 de diciembre |
| Belgrano (SN)       | 98 - 94  | Peñarol          | 3 de diciembre |
| Quilmes             | 74 - 64  | Gimnasia (CR)    | 3 de diciembre |
| Gimnasia (LP)       | 84 - 92  | Conarpesa (PM)   | 3 de diciembre |
| Boca Juniors        | 102 - 80 | Obras Sanitarias | 3 de diciembre |
| River Plate         | 98 - 88  | Argentino (J)    | 3 de diciembre |
| Central Entrerriano | 90 - 103 | Atenas           | 3 de diciembre |
| Regatas Corrientes  | 69 - 82  | Libertad         | 7 de diciembre |

| Ben Hur             | 81 - 79  | Peñarol          | 5 de diciembre |
| Belgrano (SN)       | 94 - 81  | Estudiantes (O)  | 5 de diciembre |
| Quilmes             | 87 - 74  | Conarpesa (PM)   | 5 de diciembre |
| Gimnasia (LP)       | 79 - 61  | Gimnasia (CR)    | 5 de diciembre |
| Boca Juniors        | 105 - 92 | Argentino (J)    | 5 de diciembre |
| River Plate         | 108 - 98 | Obras Sanitarias | 5 de diciembre |
| Central Entrerriano | 87 - 71  | Libertad         | 5 de diciembre |
| Regatas Corrientes  | 65 - 58  | Atenas           | 5 de diciembre |

| Estudiantes (O)  | 88 - 81   | Central Entrerriano | 10 de diciembre |
| Peñarol          | 92 - 71   | Regatas Corrientes  | 10 de diciembre |
| Libertad         | 73 - 86   | River Plate         | 10 de diciembre |
| Argentino (J)    | 74 - 73   | Gimnasia (LP)       | 10 de diciembre |
| Gimnasia (CR)    | 80 - 87   | Ben Hur             | 10 de diciembre |
| Conarpesa (PM)   | 78 - 70   | Belgrano (SN)       | 10 de diciembre |
| Atenas           | 83 - 91   | Boca Juniors        | 14 de diciembre |
| Obras Sanitarias | 100 - 102 | Quilmes             | 14 de diciembre |

| Obras Sanitarias | 89 - 81   | Gimnasia (LP)       | 8 de diciembre  |
| Estudiantes (O)  | 95 - 88   | Regatas Corrientes  | 12 de diciembre |
| Peñarol          | 105 - 73  | Central Entrerriano | 12 de diciembre |
| Atenas           | 95 - 92   | River Plate         | 12 de diciembre |
| Libertad         | 92 - 89   | Boca Juniors        | 12 de diciembre |
| Argentino (J)    | 102 - 109 | Quilmes             | 12 de diciembre |
| Conarpesa (PM)   | 73 - 83   | Ben Hur             | 12 de diciembre |
| Gimnasia (CR)    | 72 - 74   | Belgrano (SN)       | 13 de diciembre |

| Gimnasia (CR)  | 101 - 91 | Estudiantes (O)     | 7 de enero |
| Conarpesa (PM) | 75 - 90  | Peñarol             | 7 de enero |
| Ben Hur        | 85 - 71  | Obras Sanitarias    | 7 de enero |
| Belgrano (SN)  | 78 - 85  | Argentino (J)       | 7 de enero |
| Quilmes        | 87 - 81  | Atenas              | 7 de enero |
| Gimnasia (LP)  | 78 - 83  | Libertad            | 7 de enero |
| Boca Juniors   | 89 - 93  | Central Entrerriano | 7 de enero |
| River Plate    | 54 - 79  | Regatas Corrientes  | 7 de enero |

| Gimnasia (CR)  | 103 - 84 | Peñarol             | 9 de enero |
| Conarpesa (PM) | 80 - 69  | Estudiantes (O)     | 9 de enero |
| Ben Hur        | 97 - 76  | Argentino (J)       | 9 de enero |
| Belgrano (SN)  | 79 - 98  | Obras Sanitarias    | 9 de enero |
| Quilmes        | 90 - 75  | Libertad            | 9 de enero |
| Gimnasia (LP)  | 77 - 89  | Atenas              | 9 de enero |
| Boca Juniors   | 95 - 85  | Regatas Corrientes  | 9 de enero |
| River Plate    | 84 - 81  | Central Entrerriano | 9 de enero |

| Central Entrerriano | 83 - 75  | Quilmes        | 14 de enero |
| Regatas Corrientes  | 89 - 94  | Gimnasia (LP)  | 14 de enero |
| Atenas              | 85 - 102 | Ben Hur        | 14 de enero |
| Libertad            | 80 - 78  | Belgrano (SN)  | 14 de enero |
| Obras Sanitarias    | 86 - 103 | Gimnasia (CR)  | 14 de enero |
| Argentino (J)       | 81 - 79  | Conarpesa (PM) | 14 de enero |
| Estudiantes (O)     | 73 - 93  | Boca Juniors   | 16 de enero |
| Peñarol             | 90 - 83  | River Plate    | 16 de enero |

| Estudiantes (O)     | 84 - 97  | River Plate    | 14 de enero   |
| Central Entrerriano | 95 - 75  | Gimnasia (LP)  | 16 de enero   |
| Regatas Corrientes  | 94 - 86  | Quilmes        | 16 de enero   |
| Atenas              | 75 - 70  | Belgrano (SN)  | 16 de enero   |
| Libertad            | 92 - 80  | Ben Hur        | 16 de enero   |
| Obras Sanitarias    | 91 - 100 | Conarpesa (PM) | 16 de enero   |
| Argentino (J)       | 75 - 76  | Gimnasia (CR)  | 16 de enero   |
| Peñarol             | 76 - 72  | Boca Juniors   | 16 de febrero |

| Boca Juniors        | 92 - 74  | River Plate        | 11 de enero |
| Obras Sanitarias    | 88 - 120 | Argentino (J)      | 12 de enero |
| Gimnasia (CR)       | 85 - 89  | Conarpesa (PM)     | 12 de enero |
| Central Entrerriano | 85 - 79  | Regatas Corrientes | 12 de enero |
| Ben Hur             | 100 - 69 | Belgrano (SN)      | 12 de enero |
| Atenas              | 100 - 92 | Libertad           | 12 de enero |
| Quilmes             | 90 - 77  | Gimnasia (LP)      | 12 de enero |
| Estudiantes (O)     | 77 - 84  | Peñarol            | 12 de enero |

| Ben Hur          | 83 - 82   | Central Entrerriano | 18 de enero |
| Obras Sanitarias | 100 - 109 | Estudiantes (O)     | 19 de enero |
| Argentino (J)    | 105 - 97  | Peñarol             | 19 de enero |
| Gimnasia (CR)    | 86 - 76   | Atenas              | 19 de enero |
| Conarpesa (PM)   | 77 - 82   | Libertad            | 19 de enero |
| Belgrano (SN)    | 84 - 79   | Regatas Corrientes  | 19 de enero |
| Quilmes          | 89 - 92   | Boca Juniors        | 19 de enero |
| Gimnasia (LP)    | 104 - 114 | River Plate         | 19 de enero |

| Obras Sanitarias | 111 - 122 | Peñarol             | 21 de enero |
| Argentino (J)    | 74 - 75   | Estudiantes (O)     | 21 de enero |
| Gimnasia (CR)    | 79 - 89   | Libertad            | 21 de enero |
| Conarpesa (PM)   | 69 - 76   | Atenas              | 21 de enero |
| Ben Hur          | 85 - 65   | Regatas Corrientes  | 21 de enero |
| Belgrano (SN)    | 75 - 78   | Central Entrerriano | 21 de enero |
| Quilmes          | 91 - 95   | River Plate         | 21 de enero |
| Gimnasia (LP)    | 81 - 87   | Boca Juniors        | 21 de enero |

| Estudiantes (O)     | 89 - 80  | Obras Sanitarias | 28 de enero  |
| Peñarol             | 90 - 97  | Argentino (J)    | 28 de enero  |
| Atenas              | 63 - 76  | Gimnasia (CR)    | 28 de enero  |
| Central Entrerriano | 78 - 70  | Ben Hur          | 28 de enero  |
| Regatas Corrientes  | 85 - 73  | Belgrano (SN)    | 28 de enero  |
| Boca Juniors        | 105 - 81 | Quilmes          | 28 de enero  |
| River Plate         | 88 - 73  | Gimnasia (LP)    | 28 de enero  |
| Libertad            | 74 - 85  | Conarpesa (PM)   | 1 de febrero |

| Estudiantes (O)     | 82 - 86 | Argentino (J)    | 30 de enero |
| Peñarol             | 96 - 65 | Obras Sanitarias | 30 de enero |
| Atenas              | 79 - 86 | Conarpesa (PM)   | 30 de enero |
| Libertad            | 70 - 65 | Gimnasia (CR)    | 30 de enero |
| Central Entrerriano | 72 - 50 | Belgrano (SN)    | 30 de enero |
| Regatas Corrientes  | 69 - 95 | Ben Hur          | 30 de enero |
| Boca Juniors        | 86 - 85 | Gimnasia (LP)    | 30 de enero |
| River Plate         | 82 - 92 | Quilmes          | 30 de enero |

| Quilmes          | 86 - 66   | Estudiantes (O)     | 4 de febrero |
| Gimnasia (LP)    | 89 - 94   | Peñarol             | 4 de febrero |
| Belgrano (SN)    | 92 - 97   | River Plate         | 4 de febrero |
| Gimnasia (CR)    | 106 - 73  | Central Entrerriano | 4 de febrero |
| Conarpesa (PM)   | 99 - 76   | Regatas Corrientes  | 4 de febrero |
| Obras Sanitarias | 92 - 85   | Atenas              | 4 de febrero |
| Argentino (J)    | 108 - 105 | Libertad            | 4 de febrero |
| Ben Hur          | 76 - 75   | Boca Juniors        | 8 de febrero |

| Quilmes          | 76 - 95 | Peñarol             | 2 de febrero |
| Gimnasia (LP)    | 88 - 78 | Estudiantes (O)     | 6 de febrero |
| Ben Hur          | 78 - 74 | River Plate         | 6 de febrero |
| Belgrano (SN)    | 58 - 78 | Boca Juniors        | 6 de febrero |
| Gimnasia (CR)    | 78 - 72 | Regatas Corrientes  | 6 de febrero |
| Conarpesa (PM)   | 91 - 77 | Central Entrerriano | 6 de febrero |
| Obras Sanitarias | 86 - 78 | Libertad            | 6 de febrero |
| Argentino (J)    | 74 - 69 | Atenas              | 6 de febrero |

| Atenas              | 100 - 73 | Estudiantes (O)  | 11 de febrero |
| Libertad            | 91 - 103 | Peñarol          | 11 de febrero |
| Central Entrerriano | 105 - 99 | Obras Sanitarias | 11 de febrero |
| Regatas Corrientes  | 90 - 91  | Argentino (J)    | 11 de febrero |
| Boca Juniors        | 78 - 83  | Gimnasia (CR)    | 11 de febrero |
| River Plate         | 98 - 90  | Conarpesa (PM)   | 11 de febrero |
| Gimnasia (LP)       | 91 - 98  | Belgrano (SN)    | 11 de febrero |
| Quilmes             | 70 - 90  | Ben Hur          | 15 de febrero |

| Atenas              | 93 - 91  | Peñarol          | 13 de febrero |
| Libertad            | 81 - 63  | Estudiantes (O)  | 13 de febrero |
| Central Entrerriano | 85 - 92  | Argentino (J)    | 13 de febrero |
| Regatas Corrientes  | 70 - 69  | Obras Sanitarias | 13 de febrero |
| Boca Juniors        | 112 - 88 | Conarpesa (PM)   | 13 de febrero |
| Quilmes             | 79 - 85  | Belgrano (SN)    | 13 de febrero |
| Gimnasia (LP)       | 96 - 101 | Ben Hur          | 13 de febrero |
| River Plate         | 85 - 77  | Gimnasia (CR)    | 14 de febrero |

| Estudiantes (O)  | 115 - 94 | Ben Hur             | 18 de febrero |
| Peñarol          | 109 - 75 | Belgrano (SN)       | 18 de febrero |
| Gimnasia (CR)    | 90 - 74  | Quilmes             | 18 de febrero |
| Obras Sanitarias | 86 - 117 | Boca Juniors        | 18 de febrero |
| Atenas           | 91 - 75  | Central Entrerriano | 18 de febrero |
| Libertad         | 90 - 67  | Regatas Corrientes  | 18 de febrero |
| Argentino (J)    | 88 - 97  | River Plate         | 22 de febrero |
| Conarpesa (PM)   | 82 - 76  | Gimnasia (LP)       | 14 de marzo   |

| Estudiantes (O)  | 100 - 66 | Belgrano (SN)       | 20 de febrero |
| Peñarol          | 73 - 92  | Ben Hur             | 20 de febrero |
| Conarpesa (PM)   | 90 - 79  | Quilmes             | 20 de febrero |
| Obras Sanitarias | 91 - 88  | River Plate         | 20 de febrero |
| Argentino (J)    | 85 - 75  | Boca Juniors        | 20 de febrero |
| Atenas           | 85 - 68  | Regatas Corrientes  | 20 de febrero |
| Libertad         | 90 - 75  | Central Entrerriano | 20 de febrero |
| Gimnasia (CR)    | 89 - 79  | Gimnasia (LP)       | 16 de marzo   |

| Central Entrerriano | 92 - 66 | Estudiantes (O)  | 25 de febrero |
| Regatas Corrientes  | 96 - 73 | Peñarol          | 25 de febrero |
| River Plate         | 83 - 95 | Libertad         | 25 de febrero |
| Quilmes             | 90 - 97 | Obras Sanitarias | 25 de febrero |
| Gimnasia (LP)       | 80 - 84 | Argentino (J)    | 25 de febrero |
| Belgrano (SN)       | 77 - 99 | Conarpesa (PM)   | 25 de febrero |
| Ben Hur             | 86 - 62 | Gimnasia (CR)    | 1 de marzo    |
| Boca Juniors        | 96 - 87 | Atenas           | 2 de marzo    |

| Boca Juniors        | 89 - 71   | Libertad         | 22 de febrero |
| Central Entrerriano | 89 - 78   | Peñarol          | 27 de febrero |
| Regatas Corrientes  | 75 - 74   | Estudiantes (O)  | 27 de febrero |
| River Plate         | 106 - 104 | Atenas           | 27 de febrero |
| Quilmes             | 107 - 95  | Argentino (J)    | 27 de febrero |
| Gimnasia (LP)       | 86 - 77   | Obras Sanitarias | 27 de febrero |
| Ben Hur             | 73 - 81   | Conarpesa (PM)   | 27 de febrero |
| Belgrano (SN)       | 98 - 97   | Gimnasia (CR)    | 27 de febrero |

| Estudiantes (O)     | 71 - 87  | Gimnasia (CR)  | 4 de marzo |
| Peñarol             | 99 - 84  | Conarpesa (PM) | 4 de marzo |
| Obras Sanitarias    | 88 - 97  | Ben Hur        | 4 de marzo |
| Argentino (J)       | 102 - 94 | Belgrano (SN)  | 4 de marzo |
| Atenas              | 94 - 75  | Quilmes        | 4 de marzo |
| Libertad            | 101 - 73 | Gimnasia (LP)  | 4 de marzo |
| Central Entrerriano | 95 - 102 | Boca Juniors   | 4 de marzo |
| Regatas Corrientes  | 70 - 64  | River Plate    | 8 de marzo |

| Estudiantes (O)     | 88 - 83  | Conarpesa (PM) | 6 de marzo |
| Peñarol             | 108 - 65 | Gimnasia (CR)  | 6 de marzo |
| Obras Sanitarias    | 96 - 108 | Belgrano (SN)  | 6 de marzo |
| Argentino (J)       | 86 - 95  | Ben Hur        | 6 de marzo |
| Atenas              | 97 - 85  | Gimnasia (LP)  | 6 de marzo |
| Libertad            | 100 - 74 | Quilmes        | 6 de marzo |
| Central Entrerriano | 100 - 90 | River Plate    | 6 de marzo |
| Regatas Corrientes  | 63 - 75  | Boca Juniors   | 6 de marzo |

| River Plate        | 65 - 81   | Boca Juniors        | 11 de marzo |
| Conarpesa (PM)     | 80 - 77   | Gimnasia (CR)       | 11 de marzo |
| Regatas Corrientes | 70 - 77   | Central Entrerriano | 11 de marzo |
| Belgrano (SN)      | 85 - 80   | Ben Hur             | 11 de marzo |
| Gimnasia (LP)      | 92 - 89   | Quilmes             | 11 de marzo |
| Peñarol            | 97 - 83   | Estudiantes (O)     | 11 de marzo |
| Libertad           | 77 - 78   | Atenas              | 13 de marzo |
| Argentino (J)      | 106 - 100 | Obras Sanitarias    | 15 de marzo |

| Boca Juniors   | 90 - 79 | Estudiantes (O)     | 18 de marzo |
| River Plate    | 95 - 84 | Peñarol             | 18 de marzo |
| Quilmes        | 96 - 90 | Central Entrerriano | 18 de marzo |
| Gimnasia (LP)  | 90 - 83 | Regatas Corrientes  | 18 de marzo |
| Ben Hur        | 67 - 62 | Atenas              | 18 de marzo |
| Belgrano (SN)  | 91 - 90 | Libertad            | 18 de marzo |
| Gimnasia (CR)  | 91 - 97 | Obras Sanitarias    | 18 de marzo |
| Conarpesa (PM) | 82 - 69 | Argentino (J)       | 18 de marzo |

| Boca Juniors   | 100 - 98 | Peñarol             | 20 de marzo |
| River Plate    | 87 - 89  | Estudiantes (O)     | 20 de marzo |
| Quilmes        | 88 - 82  | Regatas Corrientes  | 20 de marzo |
| Gimnasia (LP)  | 71 - 84  | Central Entrerriano | 20 de marzo |
| Belgrano (SN)  | 94 - 85  | Atenas              | 20 de marzo |
| Gimnasia (CR)  | 87 - 86  | Argentino (J)       | 20 de marzo |
| Conarpesa (PM) | 104 - 93 | Obras Sanitarias    | 20 de marzo |
| Ben Hur        | 90 - 88  | Libertad            | 22 de marzo |

## Tercera fase; play-offs
|  | Reclasificación | Reclasificación         | Reclasificación |                         |   | Cuartos de final | Cuartos de final | Cuartos de final |  |     | Semifinales  | Semifinales | Semifinales |  |     | Final   | Final | Final |  |
|  |                 |                         |                 |                         |   |                  |                  |                  |  |     |              |             |             |  |     |         |       |       |  |
|  |                 |                         |                 |                         |   |                  |                  |                  |  |     |              |             |             |  |     |         |       |       |  |
|  |                 |                         |                 |                         |   |                  |                  |                  |  |     |              |             |             |  |     |         |       |       |  |
|  |                 |                         |                 |                         |   |                  |                  |                  |  |     |              |             |             |  |     |         |       |       |  |
|  |                 |                         |                 |                         |   |                  |                  |                  |  |     |              |             |             |  |     |         |       |       |  |
|  |                 | 1.°                     | Ben Hur         | 3                       |   |                  |                  |                  |  |     |              |             |             |  |     |         |       |       |  |
|  |                 |                         |                 | 3                       |   |                  |                  |                  |  |     |              |             |             |  |     |         |       |       |  |
|  |                 |                         | 9.°             | Gimnasia y Esgrima (CR) | 0 |                  |                  |                  |  |     |              |             |             |  |     |         |       |       |  |
|  | 8.°             | Argentino (J)           | 9.°             | Gimnasia y Esgrima (CR) | 0 | 1                |                  |                  |  |     |              |             |             |  |     |         |       |       |  |
|  | 8.°             | Argentino (J)           |                 |                         |   |                  |                  |                  |  |     |              |             |             |  |     |         |       |       |  |
|  | 9.°             | Gimnasia y Esgrima (CR) | 3               |                         |   |                  |                  |                  |  |     |              |             |             |  |     |         |       |       |  |
|  | 9.°             | Gimnasia y Esgrima (CR) | 3               |                         |   |                  |                  |                  |  | 1.° | Ben Hur      | 3           |             |  |     |         |       |       |  |
|  |                 |                         |                 |                         |   |                  |                  |                  |  | 1.° | Ben Hur      | 3           |             |  |     |         |       |       |  |
|  |                 |                         | 5.°             | Conarpesa (PM)          | 0 |                  |                  |                  |  |     |              |             |             |  |     |         |       |       |  |
|  |                 |                         | 5.°             | Conarpesa (PM)          | 0 |                  |                  |                  |  |     |              |             |             |  |     |         |       |       |  |
|  |                 |                         |                 |                         |   |                  |                  |                  |  |     |              |             |             |  |     |         |       |       |  |
|  |                 |                         |                 |                         |   |                  |                  |                  |  |     |              |             |             |  |     |         |       |       |  |
|  |                 | 4.°                     | Atenas          | 2                       |   |                  |                  |                  |  |     |              |             |             |  |     |         |       |       |  |
|  |                 |                         |                 | 2                       |   |                  |                  |                  |  |     |              |             |             |  |     |         |       |       |  |
|  |                 |                         | 5.°             | Conarpesa (PM)          | 3 |                  |                  |                  |  |     |              |             |             |  |     |         |       |       |  |
|  | 5.°             | Conarpesa (PM)          | 5.°             | Conarpesa (PM)          | 3 | 3                |                  |                  |  |     |              |             |             |  |     |         |       |       |  |
|  | 5.°             | Conarpesa (PM)          |                 |                         |   |                  |                  |                  |  |     |              |             |             |  |     |         |       |       |  |
|  | 12.°            | Regatas Corrientes      | 0               |                         |   |                  |                  |                  |  |     |              |             |             |  |     |         |       |       |  |
|  | 12.°            | Regatas Corrientes      | 0               |                         |   |                  |                  |                  |  |     |              |             |             |  | 1.° | Ben Hur | 4     |       |  |
|  |                 |                         |                 |                         |   |                  |                  |                  |  |     |              |             |             |  | 1.° | Ben Hur | 4     |       |  |
|  |                 |                         | 2.°             | Boca Juniors            | 1 |                  |                  |                  |  |     |              |             |             |  |     |         |       |       |  |
|  |                 |                         | 2.°             | Boca Juniors            | 1 |                  |                  |                  |  |     |              |             |             |  |     |         |       |       |  |
|  |                 |                         |                 |                         |   |                  |                  |                  |  |     |              |             |             |  |     |         |       |       |  |
|  |                 |                         |                 |                         |   |                  |                  |                  |  |     |              |             |             |  |     |         |       |       |  |
|  |                 | 2.°                     | Boca Juniors    | 3                       |   |                  |                  |                  |  |     |              |             |             |  |     |         |       |       |  |
|  |                 |                         |                 | 3                       |   |                  |                  |                  |  |     |              |             |             |  |     |         |       |       |  |
|  |                 |                         | 7.°             | River Plate             | 0 |                  |                  |                  |  |     |              |             |             |  |     |         |       |       |  |
|  | 7.°             | River Plate             | 7.°             | River Plate             | 0 | 3                |                  |                  |  |     |              |             |             |  |     |         |       |       |  |
|  | 7.°             | River Plate             |                 |                         |   |                  |                  |                  |  |     |              |             |             |  |     |         |       |       |  |
|  | 10.°            | Central Entrerriano     | 2               |                         |   |                  |                  |                  |  |     |              |             |             |  |     |         |       |       |  |
|  | 10.°            | Central Entrerriano     | 2               |                         |   |                  |                  |                  |  | 2.° | Boca Juniors | 3           |             |  |     |         |       |       |  |
|  |                 |                         |                 |                         |   |                  |                  |                  |  | 2.° | Boca Juniors | 3           |             |  |     |         |       |       |  |
|  |                 |                         | 3.°             | Libertad                | 1 |                  |                  |                  |  |     |              |             |             |  |     |         |       |       |  |
|  |                 |                         | 3.°             | Libertad                | 1 |                  |                  |                  |  |     |              |             |             |  |     |         |       |       |  |
|  |                 |                         |                 |                         |   |                  |                  |                  |  |     |              |             |             |  |     |         |       |       |  |
|  |                 |                         |                 |                         |   |                  |                  |                  |  |     |              |             |             |  |     |         |       |       |  |
|  |                 | 3.°                     | Libertad        | 3                       |   |                  |                  |                  |  |     |              |             |             |  |     |         |       |       |  |
|  |                 |                         |                 | 3                       |   |                  |                  |                  |  |     |              |             |             |  |     |         |       |       |  |
|  |                 |                         | 6.°             | Peñarol                 | 1 |                  |                  |                  |  |     |              |             |             |  |     |         |       |       |  |
|  | 6.°             | Peñarol                 | 6.°             | Peñarol                 | 1 | 3                |                  |                  |  |     |              |             |             |  |     |         |       |       |  |
|  | 6.°             | Peñarol                 |                 |                         |   |                  |                  |                  |  |     |              |             |             |  |     |         |       |       |  |
|  | 11.°            | Quilmes                 | 2               |                         |   |                  |                  |                  |  |     |              |             |             |  |     |         |       |       |  |
|  | 11.°            | Quilmes                 | 2               |                         |   |                  |                  |                  |  |     |              |             |             |  |     |         |       |       |  |
|  |                 |                         |                 |                         |   |                  |                  |                  |  |     |              |             |             |  |     |         |       |       |  |

El resultado que figura en cada serie es la suma de los partidos ganados por cada equipo.
El equipo que figura primero en cada llave es el que obtuvo la ventaja de localía.

### Reclasificación
Conarpesa (Puerto Madryn) - Regatas Corrientes
| 25 de marzo  | Conarpesa (PM) | 81–64 | Regatas Corrientes |  |  |  |
|              |                |       |                    |  |  |  |
|              |                |       |                    |  |  |  |
| Serie: 1 - 0 |                |       |                    |  |  |  |
|              |                |       |                    |  |  |  |

| 27 de marzo  | Conarpesa (PM) | 85–62 | Regatas Corrientes |  |  |  |
|              |                |       |                    |  |  |  |
|              |                |       |                    |  |  |  |
| Serie: 2 - 0 |                |       |                    |  |  |  |
|              |                |       |                    |  |  |  |

| 1 de abril   | Regatas Corrientes | 70–78 | Conarpesa (PM) |  |  |  |
|              |                    |       |                |  |  |  |
|              |                    |       |                |  |  |  |
| Serie: 0 - 3 |                    |       |                |  |  |  |
|              |                    |       |                |  |  |  |

Peñarol - Quilmes
| 27 de marzo  | Peñarol | 94–66 | Quilmes |  |  |  |
|              |         |       |         |  |  |  |
|              |         |       |         |  |  |  |
| Serie: 1 - 0 |         |       |         |  |  |  |
|              |         |       |         |  |  |  |

| 29 de marzo  | Peñarol | 73–83 | Quilmes |  |  |  |
|              |         |       |         |  |  |  |
|              |         |       |         |  |  |  |
| Serie: 1 - 1 |         |       |         |  |  |  |
|              |         |       |         |  |  |  |

| 1 de abril   | Quilmes | 62–76 | Peñarol |  |  |  |
|              |         |       |         |  |  |  |
|              |         |       |         |  |  |  |
| Serie: 1 - 2 |         |       |         |  |  |  |
|              |         |       |         |  |  |  |

| 8 de abril   | Quilmes | 83–82 | Peñarol |  |  |  |
|              |         |       |         |  |  |  |
|              |         |       |         |  |  |  |
| Serie: 2 - 2 |         |       |         |  |  |  |
|              |         |       |         |  |  |  |

| 11 de abril  | Peñarol | 83–64 | Quilmes |  |  |  |
|              |         |       |         |  |  |  |
|              |         |       |         |  |  |  |
| Serie: 3 - 2 |         |       |         |  |  |  |
|              |         |       |         |  |  |  |

River Plate - Central Entrerriano
| 25 de marzo  | River Plate | 97–77 | Central Entrerriano |  |  |  |
|              |             |       |                     |  |  |  |
|              |             |       |                     |  |  |  |
| Serie: 1 - 0 |             |       |                     |  |  |  |
|              |             |       |                     |  |  |  |

| 27 de marzo  | River Plate | 86–75 | Central Entrerriano |  |  |  |
|              |             |       |                     |  |  |  |
|              |             |       |                     |  |  |  |
| Serie: 2 - 0 |             |       |                     |  |  |  |
|              |             |       |                     |  |  |  |

| 1 de abril   | Central Entrerriano | 96–88 | River Plate |  |  |  |
|              |                     |       |             |  |  |  |
|              |                     |       |             |  |  |  |
| Serie: 1 - 2 |                     |       |             |  |  |  |
|              |                     |       |             |  |  |  |

| 3 de abril   | Central Entrerriano | 93–91 | River Plate |  |  |  |
|              |                     |       |             |  |  |  |
|              |                     |       |             |  |  |  |
| Serie: 2 - 2 |                     |       |             |  |  |  |
|              |                     |       |             |  |  |  |

| 5 de abril   | River Plate | 94–85 | Central Entrerriano |  |  |  |
|              |             |       |                     |  |  |  |
|              |             |       |                     |  |  |  |
| Serie: 3 - 2 |             |       |                     |  |  |  |
|              |             |       |                     |  |  |  |

Argentino (Junín) - Gimnasia y Esgrima (Comodoro Rivadavia)
| 25 de marzo  | Argentino (J) | 87–99 | Gimnasia (CR) |  |  |  |
|              |               |       |               |  |  |  |
|              |               |       |               |  |  |  |
| Serie: 0 - 1 |               |       |               |  |  |  |
|              |               |       |               |  |  |  |

| 27 de marzo  | Argentino (J) | 88–69 | Gimnasia (CR) |  |  |  |
|              |               |       |               |  |  |  |
|              |               |       |               |  |  |  |
| Serie: 1 - 1 |               |       |               |  |  |  |
|              |               |       |               |  |  |  |

| 3 de abril   | Gimnasia (CR) | 99–96 | Argentino (J) |  |  |  |
|              |               |       |               |  |  |  |
|              |               |       |               |  |  |  |
| Serie: 2 - 1 |               |       |               |  |  |  |
|              |               |       |               |  |  |  |

| 5 de abril   | Gimnasia (CR) | 103–82 | Argentino (J) |  |  |  |
|              |               |        |               |  |  |  |
|              |               |        |               |  |  |  |
| Serie: 3 - 1 |               |        |               |  |  |  |
|              |               |        |               |  |  |  |

### Cuartos de final
Ben Hur - Gimnasia y Esgrima (Comodoro Rivadavia)
| 13 de abril  | Ben Hur | 78–76 | Gimnasia (CR) |  |  |  |
|              |         |       |               |  |  |  |
|              |         |       |               |  |  |  |
| Serie: 1 - 0 |         |       |               |  |  |  |
|              |         |       |               |  |  |  |

| 15 de abril  | Ben Hur | 79–67 | Gimnasia (CR) |  |  |  |
|              |         |       |               |  |  |  |
|              |         |       |               |  |  |  |
| Serie: 2 - 0 |         |       |               |  |  |  |
|              |         |       |               |  |  |  |

| 19 de abril  | Gimnasia (CR) | 86–89 | Ben Hur |  |  |  |
|              |               |       |         |  |  |  |
|              |               |       |         |  |  |  |
| Serie: 0 - 3 |               |       |         |  |  |  |
|              |               |       |         |  |  |  |

Boca Juniors - River Plate
| 12 de abril  | Boca Juniors | 111–91 | River Plate |  |  |  |
|              |              |        |             |  |  |  |
|              |              |        |             |  |  |  |
| Serie: 1 - 0 |              |        |             |  |  |  |
|              |              |        |             |  |  |  |

| 15 de abril  | Boca Juniors | 104–90 | River Plate |  |  |  |
|              |              |        |             |  |  |  |
|              |              |        |             |  |  |  |
| Serie: 2 - 0 |              |        |             |  |  |  |
|              |              |        |             |  |  |  |

| 19 de abril  | River Plate | 78–91 | Boca Juniors |  |  |  |
|              |             |       |              |  |  |  |
|              |             |       |              |  |  |  |
| Serie: 0 - 3 |             |       |              |  |  |  |
|              |             |       |              |  |  |  |

Libertad - Peñarol
| 13 de abril  | Libertad | 102–100 | Peñarol |  |  |  |
|              |          |         |         |  |  |  |
|              |          |         |         |  |  |  |
| Serie: 1 - 0 |          |         |         |  |  |  |
|              |          |         |         |  |  |  |

| 15 de abril  | Libertad | 84–82 | Peñarol |  |  |  |
|              |          |       |         |  |  |  |
|              |          |       |         |  |  |  |
| Serie: 2 - 0 |          |       |         |  |  |  |
|              |          |       |         |  |  |  |

| 18 de abril  | Peñarol | 90–74 | Libertad |  |  |  |
|              |         |       |          |  |  |  |
|              |         |       |          |  |  |  |
| Serie: 1 - 2 |         |       |          |  |  |  |
|              |         |       |          |  |  |  |

| 20 de abril  | Peñarol | 77–79 | Libertad |  |  |  |
|              |         |       |          |  |  |  |
|              |         |       |          |  |  |  |
| Serie: 1 - 3 |         |       |          |  |  |  |
|              |         |       |          |  |  |  |

Atenas - Conarpesa (Puerto Madryn)
| 8 de abril   | Atenas | 99–81 | Conarpesa (PM) |  |  |  |
|              |        |       |                |  |  |  |
|              |        |       |                |  |  |  |
| Serie: 1 - 0 |        |       |                |  |  |  |
|              |        |       |                |  |  |  |

| 10 de abril  | Atenas | 75–69 | Conarpesa (PM) |  |  |  |
|              |        |       |                |  |  |  |
|              |        |       |                |  |  |  |
| Serie: 2 - 0 |        |       |                |  |  |  |
|              |        |       |                |  |  |  |

| 15 de abril  | Conarpesa (PM) | 72–58 | Atenas |  |  |  |
|              |                |       |        |  |  |  |
|              |                |       |        |  |  |  |
| Serie: 1 - 2 |                |       |        |  |  |  |
|              |                |       |        |  |  |  |

| 17 de abril  | Conarpesa (PM) | 71–53 | Atenas |  |  |  |
|              |                |       |        |  |  |  |
|              |                |       |        |  |  |  |
| Serie: 2 - 2 |                |       |        |  |  |  |
|              |                |       |        |  |  |  |

| 19 de abril  | Atenas | 82–83 | Conarpesa (PM) |  |  |  |
|              |        |       |                |  |  |  |
|              |        |       |                |  |  |  |
| Serie: 2 - 3 |        |       |                |  |  |  |
|              |        |       |                |  |  |  |

### Semifinales
Ben Hur - Conarpesa (Puerto Madryn)
| 26 de abril  | Ben Hur | 83–82 | Conarpesa (PM) |  |  |  |
|              |         |       |                |  |  |  |
|              |         |       |                |  |  |  |
| Serie: 1 - 0 |         |       |                |  |  |  |
|              |         |       |                |  |  |  |

| 28 de abril  | Ben Hur | 88–87 | Conarpesa (PM) |  |  |  |
|              |         |       |                |  |  |  |
|              |         |       |                |  |  |  |
| Serie: 2 - 0 |         |       |                |  |  |  |
|              |         |       |                |  |  |  |

| 3 de mayo    | Conarpesa (PM) | 80–94 | Ben Hur |  |  |  |
|              |                |       |         |  |  |  |
|              |                |       |         |  |  |  |
| Serie: 3 - 0 |                |       |         |  |  |  |
|              |                |       |         |  |  |  |

Boca Juniors - Libertad
| 26 de abril  | Boca Juniors | 91–83 | Libertad |  |  |  |
|              |              |       |          |  |  |  |
|              |              |       |          |  |  |  |
| Serie: 1 - 0 |              |       |          |  |  |  |
|              |              |       |          |  |  |  |

| 28 de abril  | Boca Juniors | 87–79 | Libertad |  |  |  |
|              |              |       |          |  |  |  |
|              |              |       |          |  |  |  |
| Serie: 2 - 0 |              |       |          |  |  |  |
|              |              |       |          |  |  |  |

| 4 de mayo    | Libertad | 84–74 | Boca Juniors |  |  |  |
|              |          |       |              |  |  |  |
|              |          |       |              |  |  |  |
| Serie: 1 - 2 |          |       |              |  |  |  |
|              |          |       |              |  |  |  |

| 6 de mayo    | Libertad | 93–106 | Boca Juniors |  |  |  |
|              |          |        |              |  |  |  |
|              |          |        |              |  |  |  |
| Serie: 1 - 3 |          |        |              |  |  |  |
|              |          |        |              |  |  |  |

### Final
Ben Hur - Boca Juniors
| 11 de mayo   | Ben Hur                               | 89–80       | Boca Juniors                    | Rafaela |  |  |
|              | Parciales: 21-25, 27-21, 23-13, 18-21 |             |                                 | |  |  |
|              | Estadísticas Leonardo Gutiérrez 20    | Reporte Pts | Estadísticas 24 Paolo Quinteros | Pabellón: El Coliseo del Sur Asistencia: 4000 espectadores Árbitros: * Eduardo Bellón * Diego Rougier Televisión: TyC Sports |  |  |
| Serie: 1 - 0 |                                       |             |                                 | |  |  |
|              |                                       |             |                                 | |  |  |

| 13 de mayo   | Ben Hur                              | 94–75       | Boca Juniors                    | Rafaela |  |  |
|              | Parciales: 28-27, 22-27, 20-5, 24-16 |             |                                 | |  |  |
|              | Estadísticas Raymundo Legaria 25     | Reporte Pts | Estadísticas 22 Paolo Quinteros | Pabellón: El Coliseo del Sur Asistencia: 4000 espectadores Árbitros: * Daniel Rodrigo * Osvaldo Bautista Televisión: TyC Sports |  |  |
| Serie: 2 - 0 |                                      |             |                                 | |  |  |
|              |                                      |             |                                 | |  |  |

| 18 de mayo   | Boca Juniors                          | 91–78       | Ben Hur                      | Buenos Aires                                                                                         |  |  |
|              | Parciales: 20-18, 29-19, 19-19, 23-22 |             |                              | |  |  |
|              | Estadísticas Paolo Quinteros 34       | Reporte Pts | Estadísticas 22 Diego García | Pabellón: Microestadio Luis Conde Árbitros: * Pablo Estévez * Darío Rodríguez Televisión: TyC Sports |  |  |
| Serie: 1 - 2 |                                       |             |                              | |  |  |
|              |                                       |             |                              | |  |  |

| 21 de mayo   | Boca Juniors                          | 71–91       | Ben Hur                            | Buenos Aires                                                                                           |  |  |
|              | Parciales: 22-24, 18-13, 10-23, 21-31 |             |                                    | |  |  |
|              | Estadísticas Byron Wilson 21          | Reporte Pts | Estadísticas 27 Leonardo Gutiérrez | Pabellón: Microestadio Luis Conde Árbitros: * Alejandro Chiti * Marcelo Latorre Televisión: TyC Sports |  |  |
| Serie: 1 - 3 |                                       |             |                                    | |  |  |
|              |                                       |             |                                    | |  |  |

| 25 de mayo   | Ben Hur                               | 102–92      | Boca Juniors                    | Rafaela |  |  |
|              | Parciales: 25-26, 27-22, 19-18, 31-26 |             |                                 | |  |  |
|              | Estadísticas Diego García 27          | Reporte Pts | Estadísticas 22 Paolo Quinteros | Pabellón: El Coliseo del Sur Asistencia: 4000 espectadores Árbitros: * Daniel Rodrigo * Osvaldo Bautista Televisión: TyC Sports |  |  |
| Serie: 4 - 1 |                                       |             |                                 | |  |  |
|              |                                       |             |                                 | |  |  |

## Plantel campeón
| \| N.º \| Posición \| Nombre \| Nombre \| \| --- \| --------- \| ------ \| ------------------ \| \| 4 \| Base \| \| Raymundo Legaria \| \| \| Base \| \| Daniel Ederra \| \| 8 \| Base \| \| Pablo Albertinazzi \| \| \| Base \| \| Leandro Else \| \| 5 \| Escolta \| \| Diego García \| \| \| Escolta \| \| Fabián Elías Saad \| \| 3 \| Escolta \| \| Alberto Pastori \| \| 15 \| Alero \| \| Ramzee Stanton \| \| 7 \| Alero \| \| Eduardo Calvelli \| \| 12 \| Alero \| \| Ignacio Ravellino \| \| 10 \| Ala Pívot \| \| Leonardo Gutiérrez \| \| 6 \| Ala Pívot \| \| Jason Osborne \| \| 13 \| Pívot \| \| Guillermo Sacavino \| \| 9 \| Pívot \| \| Walter Storani \| |           |                           |                    |
| N.º | Posición  | Nombre                    | Nombre             |
| 4 | Base      | Bandera de Argentina      | Raymundo Legaria   |
| | Base      | Bandera de Argentina      | Daniel Ederra      |
| 8 | Base      | Bandera de Argentina      | Pablo Albertinazzi |
| | Base      | Bandera de Argentina      | Leandro Else       |
| 5 | Escolta   | Bandera de Argentina      | Diego García       |
| | Escolta   | Bandera de Argentina      | Fabián Elías Saad  |
| 3 | Escolta   | Bandera de Argentina      | Alberto Pastori    |
| 15 | Alero     | Bandera de Estados Unidos | Ramzee Stanton     |
| 7 | Alero     | Bandera de Argentina      | Eduardo Calvelli   |
| 12 | Alero     | Bandera de Argentina      | Ignacio Ravellino  |
| 10 | Ala Pívot | Bandera de Argentina      | Leonardo Gutiérrez |
| 6 | Ala Pívot | Bandera de Estados Unidos | Jason Osborne      |
| 13 | Pívot     | Bandera de Argentina      | Guillermo Sacavino |
| 9 | Pívot     | Bandera de Argentina      | Walter Storani     |

Director Técnico:  Julio César Lamas

## Estadísticas
Líderes
- Puntos:  Paolo Quinteros - Boca Juniors (1232 en 55 partidos: 22.4)
- Asistencias:  Pablo Sebastián Rodríguez - Peñarol (253 en 52 partidos: 4.9)
- Rebotes:  Ryan Perryman - Deportivo Madryn (476 en 55 partidos: 8.7)
- Robos:  Mauricio Beltramella - Central Entrerriano (106 en 47 partidos: 2.3)
- Tapas:  Martín Leiva - Boca Juniors (44 en 46 partidos: 1.0)
- Triples:  Eduardo Dominé - Obras Sanitarias (136 en 40 partidos: 3.4)

## Premios
| - MVP de la temporada - Leonardo Gutiérrez, Ben Hur - MVP de las Finales de la LNB - Leonardo Gutiérrez, Ben Hur - Mejor quinteto de la LNB - B Pablo Sebastián Rodríguez, Peñarol de Mar del Plata - E Paolo Quinteros, Boca Juniors - A Matías Sandes, Boca Juniors - AP Leonardo Gutiérrez, Ben Hur - P Chuckie Robinson, Argentino de Junín - Revelación/debutante - Facundo Venturini, Gimnasia y Esgrima La Plata | - Jugador de Mayor Progreso - Diego García, Ben Hur - Mejor Sexto Hombre - Matías Sandes, Boca Juniors - Mejor Entrenador - Julio Lamas, Ben Hur - Mejor Extranjero - Sherell Ford, Peñarol de Mar del Plata - Mejor Nacional - Leonardo Gutiérrez, Ben Hur |